# Ґрабово-Ржаньце
Ґрабово-Ржаньце (пол. Grabowo-Rżańce) — село в Польщі, у гміні Кшиновлоґа-Мала Пшасниського повіту Мазовецького воєводства.
У 1975-1998 роках село належало до Остроленцького воєводства.